# 2 giờ không làm gì
"2 giờ không làm gì" (tiếng Indonesia: 2 Jam Nggak Ngapa-ngapain) là một video dài hai tiếng đồng hồ được tạo ra bởi YouTuber Muhammad Didit, đăng tải lần đầu trên kênh Sobat Miskin Official vào ngày 10 tháng 7 năm 2020 lúc 11:21:44 UTC, ghi lại cảnh Didit nhìn chằm chằm vào máy quay trong phòng ngủ của anh suốt hai giờ. Ban đầu video dự định sẽ dài 10 phút.  Đến nay, video đã có hơn năm triệu lượt xem và một trò chơi di động cùng tên sau đó cũng được phát hành cùng năm.

## Tổng quan và sản xuất
Video có thời lượng 2 giờ 20 phút 52 giây; cho thấy hình ảnh YouTuber 21 tuổi người Madura Muhammad Didit Delon ngồi trên sàn và nhìn chằm chằm vào máy quay trong phòng ngủ của anh. Một người xem đếm được Didit đã chớp mắt 362 lần. Ngoài mười hai giây kể từ 2:20:39, Didit chỉ tập trung hướng nhìn của mình vào máy quay. Video được quay trong khoảng thời gian từ 11 giờ đêm đến 1 giờ sáng theo giờ địa phương, với sự chuẩn bị trước đó 30 phút. Ban đầu Didit dự định video sẽ chỉ dài 10 phút vì sợ bố mẹ sẽ đột ngột làm phiền khi đang quay. Anh tuyên bố rằng video là một bình luận châm biếm nhằm đáp trả việc cư dân mạng Indonesia liên tục chỉ trích về nội dung "thiếu giáo dục" trên Internet. Anh cũng khẳng định video "có hữu ích hay không là tùy thuộc vào sự kiểm duyệt của người xem; đó là lời khuyên duy nhất của tôi dành cho tất cả các bạn và tôi hy vọng rằng các bạn sẽ được giải trí hay học được nhiều điều từ video này."

## Tiếp nhận
Video đăng tải lần đầu trên YouTube và nhanh chóng được lan truyền rộng rãi. Theo Times Now, video đã đạt hơn 1,7 triệu lượt xem trong ngày đầu tiên đăng tải; India.com cũng cập nhật lượt xem video là 2 triệu tính đến ngày 3 tháng 8; Beebom báo cáo 2,5 triệu lượt xem tính đến ngày 9 tháng 8 và Tribun News cho biết video chính thức cán mốc 3 triệu lượt xem sau một tháng kể từ khi được xuất bản công khai. Tính đến tháng 8 năm 2021, video đã có gần 5,3 triệu lượt xem với 173.000 lượt thích.
Một số meme đăng tải trên Instagram và Twitter cũng có nguồn gốc từ video, bản thân video đã tạo nên một xu hướng thịnh hành mới trên 9GAG. Didit nói rằng bản thân không mong đợi việc video trở nên nổi tiếng đến như vậy và rằng nó chủ yếu dành cho những người đăng ký kênh của anh. Trước đó, trọng tâm chính của Didit chỉ xoay quanh chủ đề ẩm thực.
Phần bình luận bên dưới video đã thu hút sự chú ý từ giới truyền thông. Một số người nói vui rằng Didit nên ứng cử video cho Liên hoan phim Cannes; số khác cũng tưởng tượng cảm xúc của anh nếu quên nhấn nút "Ghi". Nhiều người sau đó đã thách Didit làm một video tương tự nhưng có thời lượng dài hơn hoặc các nội dung khác như "2 giờ nói Alhamdulillah", "2 giờ chờ vịt đẻ trứng", "1 giờ ăn xin người đăng ký" và "2 giờ nhịn thở".
Viết cho Vice, tác giả Ikhwan Hastanto nói rằng video mô tả một phần xu hướng ở Indonesia, nhưng đồng thời tìm thấy các video có nội dung tương tự khác như "Đừng xem nó" ("Jangan Ditonton dah"), cho thấy một người đàn ông đang cầm đồng hồ treo tường trên tay và nhìn chằm chằm vào máy quay trong suốt hai giờ hay loạt video Sitting and Smiling của Benjamin Franklin. UNILAD viết, "Khi lớn lên, [...] các bậc cha mẹ trên khắp thế giới đều nói rằng: "Con không thể ngồi cả ngày mà không làm gì cả." [...] Tuy nhiên, Didit đã phá vỡ câu ngạn ngữ trên bằng video mới nhất của mình." Ilyas Sholihyn của AsiaOne cũng đánh giá video là "một trong những thứ tuyệt vời nhất trên Internet" và "[mọi người trên khắp thế giới] đều ngạc nhiên khi video ghi lại cảnh một người đàn ông vô danh không làm gì trong suốt hai giờ lại có thể trở thành nội dung được yêu thích và có hàng triệu lượt xem." Báo điện tử World of Buzz đã so sánh Didit với diễn viên hài Russell Peters. Hindustan Times thì gọi anh là "người truyền cảm hứng". Cựu Phó Thống đốc Jakarta Sandiaga Uno sau đó đã ca ngợi video là "tuyệt vời và độc đáo" vì miêu tả chính xác cảm giác buồn chán khi ở nhà trong đại dịch COVID-19. Cũng trong một cuộc phỏng vấn, ông khẳng định rằng video "dựa trên thực tế" và "nội dung là vua, thời điểm là nữ hoàng. [Đây chính là] thời điểm hoàn hảo."

## Chuyển thể trò chơi điện tử
Một trò chơi di động cùng tên đã được phát hành trên Google Play bởi nhà phát triển Hepitier. Trò chơi bắt đầu với màn hình trắng cùng dòng chữ "Ấn vào đây để bắt đầu"; sau khi ấn vào, khung cảnh một người đàn ông hói trong căn phòng màu xám nhạt ngồi yên và hành động như những gì Didit đã làm sẽ hiện ra cùng đồng hồ bấm giờ bên dưới. Khi đồng hồ tính đến 2:00:01, một thẻ kết thúc sẽ được thông báo đến người chơi với nội dung "Xin chúc mừng! Bạn đã không làm gì thành công trong suốt 2 giờ." Tính đến tháng 8 năm 2020, trò chơi đã có hơn 10.000 lượt tải xuống.